# 威廉·何塞
威廉·若泽·达席尔瓦（葡萄牙語：Willian José da Silva，1991年11月23日—），是一名巴西職業足球運動員，司職前鋒，現時効力俄羅斯足球超級聯賽球隊莫斯科斯巴达克。

## 俱樂部生涯
2021年1月23日，何塞租借加入了英超球隊狼隊，並在本賽季餘下的時間裡可以被選擇永久買斷。
2021年4月17日，何塞在以1比0戰勝謝菲爾德聯的比賽中踢進了自己的第一個狼隊進球，成功讓謝菲爾德聯提前確定降級至英冠。

## 榮譽

### 球會
聖保羅
- 南美球會盃: 2012

皇家馬德里
- 西班牙國王盃: 2013–14

### 個人
巴西U20
- 南美青年足球錦標賽: 2011
- 國際足協U-20世界盃: 2011

## 外部連結
- 皇家社会球员资料 （页面存档备份，存于） （西班牙语/英语）
- Soccerway資料庫：威廉·何塞